# Peter Sandwall (ämbetsman)
Sven Peter Tore Sandwall, född 25 juli 1963 i Borås Caroli församling i Västra Götalands län, är en svensk ämbetsman. Han var från 2012 till 20 september 2020 generaldirektör för Försvarsmakten.
I juli 2020 utnämnde regeringen Peter Sandwall till landshövding i Kalmar län från 21 september 2020. Förordnandet gällde fram till den 31 augusti 2026. 7 november 2022 lämnade han landshövdingeposten för en tjänst som statssekreterare i Försvarsdepartementet.

## Biografi
Peter Sandwall, som är son till Anders Sandwall, kommer från en bryggarfamilj, som fram till 1970-talet drev Sandwalls i Borås. Han är reservofficer i Flottan och har varit fartygschef på en minsvepare. Han läste nationalekonomi, statskunskap samt freds- och konfliktstudier på Uppsala universitet. Han var tidigare enhetschef på budgetavdelningen i Finansdepartementet och chef för EU-budgetenheten på budgetavdelningen 2006–10.
Åren 1983–85 gjorde Sandwall sin värnplikt vid flottan och blev sedan antagen till reservofficersutbildning. Åren 1985–86 utbildades han till reservofficer och blev fartygschef på minsvepare. Idag har Sandwall tjänstegraden kapten.
Åren 1992–96 var han departementssekreterare på finansdepartementet, åren 1998–2002 var han chef för enheten för EMU och strukturfrågor i EU på Internationella avdelningen vid finansdepartementet. Åren 2002–12 var han departementsråd för olika frågor vid finansdepartementet. Från den 1 oktober 2012 tillträdde Sandwall som generaldirektör för Försvarsmakten. Sommaren 2018 förlängde regeringen Sandwalls förordnande som generaldirektör från och med den 1 oktober 2018 tills vidare, dock längst till den 30 september 2021.
Under våren 2023 installerades Sandwall till hedersmedlem vid Kalmar Nation i Lund. 